# Llac Loon
El llac Loon és un llac de 119 ha al Comtat de Douglas, a la costa d'Oregon dels Estats Units, a 24 km a l'est-sud-est de Reedsport, i a una alçada de 119 metres sobre el nivell del mar. El llac amida uns 3 km de llarg amb una amplada màxima d'uns 0,6 km, i arriba als 30 metres de fondària a alguns punts. El llac és un exemple arquetípic d'un llac originat per una esllavissada, continguda per blocs de marès que van caure a la vall de Lake Creek aproximadament fa 1.400 anys. El llac va ser descobert l'any 1852. És una zona habitual d'acampada.